# Nikolaus Smiterlow
Nikolaus (II.) Smiterlow (auch Schmiterlow, Smiterlöw; * um 1460 in Greifswald; † Juli 1539 in Stralsund) war ein deutscher Politiker und Bürgermeister der Hansestadt Stralsund.

## Leben
Smiterlow war der älteste Sohn des Greifswalder Ratsherren Nikolaus (I.) Smiterlow (1437–1485) und dessen Frau Katharina Lotze (1441–1463). Seine Eltern gehörten beide alteingesessenen Patrizierfamilien an. Er hatte zwei jüngere Brüder, Johannes, der 1493–1525 Mitglied des Greifswalder Rates war, und Bartholomäus sowie mindestens eine Schwester, die mit dem Ratsherrn Heinrich Baveman († 1485) verheiratet war.
Unter Anleitung seines Großvaters Nikolaus Lotze erhielt er eine umfassende Bildung in seiner Heimatstadt, wo er auch die Universität besuchte, für deren Förderung sein Vater eintrat, der seit 1480 Bürgermeister war. Ein 1481 zunächst als rein theologische Kontroverse um die Lehre des neu berufenen Theologieprofessors Johannes Sartorius begonnener Streit weitete sich in den folgenden Jahren zu gewaltsamen Auseinandersetzungen zwischen den Patriziern und dem Bürgertum aus. Nikolaus (I.) Smiterlow stand dabei auf der Seite von Sartorius, dessen Lehre sich an Thomas von Kempen orientierte, während sein Kontrahent Heinrich Baveman die bürgerliche Partei vertrat. Nikolaus (I.) Smiterlow floh zunächst in das Franziskanerkloster, verließ schließlich 1483 Greifswald und ging nach Stralsund, bis sich die Lage beruhigt hatte. Sein ältester Sohn begleitete ihn. Dort lernte er seine spätere Frau Gesa von Lübeck kennen, deren Onkel Jakob von Lübeck († 1509) Bürgermeister in Stralsund war. Nach dem Tod des Vaters an der Pest zog er 1485 ganz nach Stralsund und war dort als Kaufmann tätig. 1498 heiratete er Gesa, die das Vermögen ihrer mit ihrem Onkel im Mannesstamm ausgestorbenen Familie in die Ehe einbrachte.
1507 wurde Smiterlow in den Rat der Stadt und 1516 zum Bürgermeister gewählt. Zusammen mit seinem Sohn Christian begleitete er Herzog Bogislaw X. 1523 auf dessen Reise nach Nürnberg, wo dieser um die Befreiung Pommerns aus der brandenburgischen Oberlehnsherrenschaft bat. Während seiner Rückkehr hörte er in Wittenberg Predigten Martin Luthers, die ihn zu einem Anhänger der neuen, evangelischen Kirchenlehre werden ließen.
Zurückgekehrt nach Stralsund war er Gesandter seiner Stadt im Krieg der Hanse 1520 bis 1524 gegen Christian II. Ab 1524 unterstützte er Christian Ketelhot, der als erster in Stralsund lutherisch predigte, gegenüber dem Rat. Gleichzeitig ging er aber gegen die von bürgerlichen Anhängern der Reformation initiierte Reform der Stadtverfassung vor, die das Patriziat entmachten wollte, und verweigerte dieser seine Unterschrift. Er konnte nicht verhindern, dass ein 48er-Bürgerausschuss als Gegengewicht zum Rat eingesetzt wurde. Nach der Wahl Roloff Möllers und Christoph Lorbeers zu Bürgermeistern begab er sich freiwillig ins „Exil“ nach Greifswald, um nicht mit den nach seiner Ansicht unrechtmäßig Gewählten das Amt teilen zu müssen. Mehrere evangelische Theologen, die Smiterlow in Greifswald kennengelernt hatten – darunter Hermann Bonnus und Johannes Aepinus – gingen auf seine Empfehlung nach Stralsund, beruhigten die kirchlichen Unruhen und erarbeiteten die Kirchen- und Schulordnung, mit deren Inkrafttreten am 5. November 1525 Stralsund offiziell die Reformation annahm und lutherisch wurde.
In Greifswald lebte Smiterlow bei Anna, der Tochter seines verstorbenen Bruders Bartholomäus Smiterlow, die mit Nicolaus Sastrow (* 1488; † nach 1548) verheiratet war, und unterrichtete deren Söhne Johannes und Bartholomäus Sastrow. Nach Stralsund kehrte er erst 1527 zurück, nachdem Möller wegen Selbstbereicherung seines Amtes enthoben worden war und der Rat ihm die Stelle des Ersten Bürgermeisters antrug. Zusammen mit Lorbeer vertrat Smiterlow die Stadt im selben Jahr in Stettin und beim Reichskammergericht bei Anklagen gegen die Enthebung der katholischen Geistlichkeit.
Auf dem 1534 in Hamburg abgehaltenen Hansetag widersprach er als Vertreter Stralsunds dem Plan des Lübecker Bürgermeisters Jürgen Wullenwever, Krieg gegen Dänemark zu führen. Wullenwever schickte jedoch eine Gesandtschaft mit Johann Oldendorp nach Stralsund, die Stimmung für den Krieg und gegen das Patriziat machte. Smiterlow wurde erneut des Amtes enthoben und blieb bis 1535 im Hausarrest, ehe er auf Druck von Herzog Philipp I. freigelassen wurde. Nachdem er sich lange weigerte, eine Erklärung zu unterschreiben, in der er seine Handlungen als gegen die Interessen Stralsunds gerichtet bestätigte und dem Amt des Bürgermeisters zu entsagen, willigte er endlich auf Wunsch seiner Frau und seiner Kinder doch in diesen Handel ein.
Nach Wullenwevers Niederlage und Tod 1537 wurde die Ratsumbildung rückgängig gemacht und Smiterlow wieder als Erster Bürgermeister eingesetzt. Die Erklärung, die er 1535 hatte ablegen müssen, wurde vernichtet. Bis zu seinem Tod im Juli 1539 behielt er dieses Amt.
An Smiterlow erinnert die Smiterlowstraße in Stralsund.

## Nachkommen
Aus seiner 1498 geschlossenen Ehe mit Gesa von Lübeck hatte Smiterlow neben drei Töchtern, die Stralsunder Ratsherren heirateten, die Söhne : 
- Nikolaus († 1527 beim Sacco di Roma)
- Bertram († 1572), Bürgermeister von Greifswald ab 1555
- Christian, Gelehrter, von Karl V. zum Comes Palatinus ernannt[3]
- Johannes (1518–1549), Kaufmann in Visby[4]
- Georg (Jürgen) (1521–1571), von 1559 bis 1571 ebenfalls Bürgermeister Stralsunds.[1]

Späte Nachkommen in der Familie waren der vorpommersche Heimatforscher Erik von Schmiterlöw und dessen Sohn, der Stralsunder Maler Bertram von Schmiterlöw.